# Arkasspor İzmir
Arkasspor İzmir ist ein türkischer Sportverein aus Izmir, dessen Volleyball-Männermannschaft in der höchsten türkischen Liga spielt. Der Verein wurde 2001 gegründet. Neben Volleyball wird noch Schwimmsport und Segelsport betrieben.
Die Volleyballmannschaft der Männer wurde bisher viermal Türkischer Meister (2006, 2007, 2011 und 2015) sowie zweimal Türkischer Pokalsieger (2009 und 2011). International ist Arkasspor İzmir seit 2005 in der Champions League, im CEV-Pokal und im Challenge Cup aktiv. Größter Erfolg waren der Gewinn des CEV-Pokals 2009 und das Erreichen des Final Four in der Champions League 2012.